# Cyclops (X-Men)
Scott Summers, beter  bekend als Cyclops (Nederlandse  benaming; Cycloop), is een fictieve superheld uit de strips van Marvel Comics en de veldleider van de X-Men. Hij was een van de originele vijf X-Men leden en verscheen voor het eerst in X-Men #1 (september 1963).
Cyclops is een mutant met de gave om energiestralen af te schieten vanuit zijn ogen, de zogenaamde “optische stralen” (Engels: Optic Blasts). Echter: hij heeft geen controle over deze gave, waardoor zijn ogen constant deze stralen produceren en hij altijd een speciale bril moet dragen. Hij is verder de ideale leider voor de X-Men. Als een van de originele leden is Cyclops volop aanwezig in vrijwel elke X-Men-stripserie en andere media.

## Biografie

### Oorsprong
Scott "Slim" Summers is de zoon van USAF majoor Christopher Summers (Corsair). Christopher nam zijn hele familie mee voor een vlucht met hun vliegtuig, toen ze werden aangevallen door een ruimteschip van de Shi’ar, een buitenaards ras. Scotts ouders stuurden hem en zijn broer Alex met een parachute het vliegtuig uit in de hoop dat zij zo de aanval zouden overleven. De parachute vloog echter in brand waardoor Scott bij de landing hard op zijn hoofd terechtkwam en hersenbeschadiging opliep. Dit is waarschijnlijk een van de hoofdredenen dat hij zijn optische stralen niet kan beheersen. Het veroorzaakte ook geheugenverlies.
Na het ongeluk bracht Scott het grootste deel van zijn jeugd in een weeshuis door.

### De X-Men
Toen Scott zestien was werd hij ontdekt door Professor Charles Xavier, en werd een van zijn studenten. Hij werd lid van Professor X’ eerste team van X-Men, waar hij al snel promotie maakte tot hun veldleider. Een positie die hij nog jaren zou houden. In dit team nam hij de codenaam Cyclops aan. Toen de oude X-Men, waaronder zijn broer Alex (nu bekend als Havok), zich terugtrokken en een nieuw team van X-Men werd samengesteld, bleef Cyclops als enige van de originele leden achter om dit nieuwe team te leiden.
Scott was er jaren van overtuigd dat zijn ouders waren omgekomen bij de aanval op hun vliegtuig. In werkelijkheid waren ze gevangen door de Shi’ar. Als volwassen lid van de X-Men ontmoette Cyclops zijn vader die nu bekendstond als Corsair, leider van de Starjammers. Het duurde echter nog jaren voordat de twee elkaars ware identiteiten ontdekten.
In zijn tijd bij de X-Men had Cyclops een relatie met Jean Grey, eveneens een van de originele leden. Ook toen zij het X-Men team verliet en Cyclops bleef hielden ze contact. Nadat Jean, als de Dark Phoenix, zelfmoord pleegde verliet Cyclops het X-Men team een tijdje. Hij kwam weer bij hen terug in een gevecht tegen Magneto. Niet lang daarna ontmoette hij Madelyne Pryor, een vrouw die enorm veel op Jean Grey leek. Ze trouwden, en kregen ook een zoon; Nathan Christopher Charles Summers, die later naar de toekomst werd gestuurd waar hij bekend werd als de vrijheidsstrijder Cable.

### X-Factor en Inferno
Echter: Jean Grey was niet dood. De Phoenix-identiteit die ze aan had genomen bleek in werkelijkheid een kosmisch wezen te zijn dat haar als gastlichaam gebruikte. Na haar zelfmoord plaatste hij haar in een herstelcapsule op de bodem van de Jamaica baai, waar ze werd gevonden door de Avengers. Na dit te ontdekken, verliet Cyclops zijn vrouw en kind om Jean op te zoeken. Hij en Jean vormden met wat andere X-Men de groep X-Factor.
Madelyne zocht wraak voor Cyclops' verraad en nam de identiteit van de Goblin Queen aan. Toen ook nog bleek dat ze een kloon was van Jean Grey, gemaakt door Mr. Sinister, werd het haar te veel en pleegde ze zelfmoord. Cyclops zette zijn relatie met Jean Grey voort.

### Huwelijk
Enkele jaren later trouwden Scott en Jean. Tijdens hun huwelijksreis werden beide naar de toekomst getransporteerd waar ze Cyclops' zoon Cable gedurende 12 jaar opvoedden. Nadat ze Cable hadden geholpen Apocalypse te verslaan, werden beide teruggestuurd naar hun eigen tijd.
Korte tijd na hun terugkeer waren de X-Men gedwongen tegen hun mentor Charles Xavier te vechten, toen die veranderde in de puur slechte Onslaught. Hoewel ze wonnen en Charles wisten te bevrijden, kostte het gevecht veel Aardse helden hun leven. Xavier was na het gevecht machteloos, dus namen Cyclops en Jean de leiding over de school op zich.

### Terugkeer bij de X-Men
In een gevecht met Apocalypse fuseerde Cyclops met hem. Toen hij later weer van Apocalypse werd gescheiden was zijn persoonlijkheid drastisch veranderd. Dit, gecombineerd met het feit dat Jean weer tekenen van haar Phoenix-kant begon te vertonen, veroorzaakte een scheur tussen de twee. Cyclops verliet het team weer een tijdje. Toen hij terugkeerde werden de X-Men aangevallen door de mutant Xorn, vermomd als Magneto. Jean kwam hierbij weer om het leven.
Na Jeans dood bood voormalig superschurk Emma Frost aan om samen met Cyclops Xaviers school open te houden. Cyclops twijfelde hierover. In een verhaal getiteld "Here Comes Tomorrow" werd onthuld dat als Cyclops zou weigeren, dit catastrofale gevolgen zou hebben voor de toekomst. Een toekomstige versie van Jean Grey gebruikte haar kracht als de White Phoenix om terug in de tijd te reizen en Cyclops over te halen wel akkoord te gaan.

### Astonishing X-Men
Cyclops besloot dat de X-Men meer een rol moesten gaan spelen bij het redden van levens in geval van noodgevallen, om zo mutanten een goede naam te geven bij gewone mensen. Hij stelde een team samen om dit te bereiken.
Recentelijk, in een serie getiteld X-Men: Deadly Genesis, versloeg een mysterieuze vijand enkele X-Men waaronder Cyclops. Hij nam hem en zijn dochter uit een alternatieve toekomst, Rachel Summers, gevangen. In een ontsnappingspoging kwam Cyclops deze vijand weer tegen. Deze maakte zijn naam bekend, Vulcan, en onthulde dat hij Cyclops’ jongere broer was. In het laatste deel van de serie bevestigde Professor X dat dit inderdaad het geval was.
In Astonishing X-Men #14 onthulde Emma Frost aan Cyclops dat zijn gebrek aan controle over zijn optische stralen niet te wijten was aan de hersenbeschadiging die hij als kind opliep, maar aan een mentale blokkade die de jonge Scott opliep door de gecombineerde trauma’s van het verlies van zijn ouders, gescheiden worden van zijn broer Alex en de ontdekking dat hij een mutant was. Dit hield in dat Cyclops kon leren zijn gaven te beheersen. Verbazingwekkend genoeg gaf Cyclops toe dat deze theorie klopte. Aan het eind van de strip wordt Cyclops voor het eerst sinds tijden gezien zonder bril. Of dit inhoudt dat hij zijn gaven inderdaad onder controle heeft is nog niet bekend.

## Krachten en vaardigheden
Cyclops is een alpha-level-mutant, wat inhoudt dat hij sterker is dan veel andere mutanten en de gave heeft om energie te beheersen. Hij kan krachtige schoten van energie uit zijn ogen afschieten. Deze stralen krijgen hun energie van zonlicht, wat constant door Cyclops' lichaam wordt geabsorbeerd en naar zijn ogen vervoerd. Anders dan wat vaak wordt gedacht produceren de energiestralen van Cyclops geen hitte (zoals een laser), maar een enorme druk die objecten kan verpulveren. In een theorie over hoe Scott en zijn broer Alex hun val overleefden nadat de parachute verbrandde wordt verondersteld dat Scott met zijn energiestralen de grond onder hen zachter maakte.
Cyclops kan deze gave echter niet beheersen. Zijn kracht staat voortdurend “aan” en als hij zijn ogen open heeft, schieten die automatisch de optische stralen af. Vroeger werd gedacht dat dit kwam door een hersenbeschadiging die Cyclops opliep tijdens de harde landing op de grond na zijn sprong uit het vliegtuig van zijn ouders, maar later onthulde Emma Frost dat een combinatie van factoren de oorzaak is. Cyclops is zelf immuun voor zijn krachten, waardoor hij de optische stralen kan tegenhouden door enkel zijn ogen te sluiten.
In het dagelijks leven draag hij een speciale bril gemaakt van robijn en kwarts die de stralen uit zijn ogen kan neutraliseren. Zijn X-Men-kostuum is uitgerust met een vizier van hetzelfde materiaal. Met dit vizier kan hij het formaat en de intensiteit van zijn optische stralen regelen. Dit vizier lijkt op een groot oog, midden op Cyclops’ gezicht. Dat leverde hem ook zijn superheldennaam Cyclops (letterlijk: Cycloop) op.
Hoe sterk Cyclops' optische stralen precies zijn is niet bekend, maar hij kan dwars door bergen heen schieten. In een gevecht met de Juggernaut gebruikte Cyclops een keer genoeg energie om een kleine planeet te splijten. Normaal gebruikt Cyclops maar een deel van zijn kracht vanwege zijn gebrek aan controle erover.
Cyclops bezit een buitengewoon gevoel voor trigonometrie, waardoor hij razendsnel de voorwerpen in zijn omgeving en de hoek daartussen kan bepalen. Dit stelt hem in staat zijn optische stralen op een dusdanige manier af te vuren dat ze afketsen en terugkaatsen in verschillende richtingen.
Cyclops is een zeer goede piloot, een vaardigheid die hij lijkt te hebben van zijn vader. Zijn gevoel voor trigonometrie versterkt dit. Hij is verder een meester strateeg en heeft het grootste deel van zijn leven als superheld doorgebracht als leider van de X-Men en X-Factor. De X-Men volgen in gevechten zijn bevelen doorgaans blindelings op. Gedurende zijn twaalf jaar in de toekomst hielp Cyclops, onder de schuilnaam Slam Dayspring, een verzetsgroep tegen Apocalypse te organiseren.
Cyclops heeft ook veel training ondergaan in vechtsporten en ongewapende gevechten. Hij heeft de zwarte band in judo en aikido. Hij is in staat zes normale mensen tegelijk te verslaan met zijn ogen dicht.

## Ultimate Cyclops
In het Ultimate Marvel-universum wordt Scott geïntroduceerd als de harde veldleider van de X-Men. Zijn ouders kwamen om in een vliegtuigongeluk, en hij is vervreemd geraakt van zijn oudere broer Alex met wie hij niet meer heeft gesproken sinds hij bij de X-Men zit. Hij sluit zich een tijdje bij Magneto aan, maar puur om te kunnen infiltreren in zijn Brotherhood. Uiteindelijk krijgt hij ruzie met Wolverine over Jean Grey. Professor X stuurt de twee naar het woeste land (Savage Lands) om de rivaliteit uit te vechten. Scott raakt in dit gevecht gewond, en wordt later gevonden door de Brotherhood. Wat dit inhoudt voor de toekomst is nog niet bekend.

## Cyclops in andere media

### Televisie
- Cyclops verscheen in verscheidene afleveringen van de serie Spider-Man and His Amazing Friends. He was te zien in de afleveringen The Origin of Iceman, A Firestar is Born, The Education of a Superhero en The X-Men Adventure. George DiCenzo deed Cyclops' stem in The X-Men Adventure en Neil Ross deed zijn stem in A Firestar is Born.
- Cyclops verscheen in de aflevering Pryde of the X-Men, waarin Michael Bell zijn stem deed.
- In de animatieserie X-Men werd Cyclops' stem gedaan door Norm Spencer. In deze serie was Cyclops eveneens de teamleider en had hij een relatie met Jean Grey vanaf het begin van de serie. Hij ontdekt in de serie onder andere dat zijn vader de ruimtepiraat Corsair is. Ook wordt hij gedwongen tegen zijn broer Alex, alias Havok, te vechten. Geen van de twee lijkt te weten dat ze broers zijn, beide komen er in de rest van de serie ook nooit achter.
- In de serie X-Men: Evolution wordt Cyclops’ stem gedaan door Kirby Morrow. Ook in deze serie is Cyclops de veldleider van de X-Men, maar meer zelfverzekerd dan zijn versie uit de strips. Alle anderen kijken naar hem op omdat hij Xaviers eerste student was. Hij heeft wel een relatie met Jean Grey, maar het is meer een haat/liefdeverhouding. In de serie ontdekt Cyclops later dat zijn broer Alex nog leeft en de twee ontmoeten elkaar geregeld, hoewel Alex geen vast lid van de X-Men wil worden. Het lot van hun ouders wordt niet bekendgemaakt.
- In de één seizoen lange animatieserie Wolverine and the X-Men werd zijn stem gedaan door Nolan North. In het begin van de serie kwam Jean bij een explosie van de X-mansion om, en de X-men vielen uit elkaar. Cyclops kreeg last van een depressie. Hij sloot zich een jaar later weer aan bij het hervormde team, geleid door Wolverine. Aan het eind van het seizoen bleek dat Jean nog leefde, maar dat dat haar Phoenix-krachten, die ook de X-mansion hadden vernield, op het punt stonden om de wereld te vernietigen. Hij en Emma Frost konden haar tegenhouden.

### Cyclops' verhaal in de films
Cyclops werd gespeeld door James Marsden in de films X-Men, X2 en X-Men: The Last Stand. In de film X-Men Origins: Wolverine komt de jongere versie van Cyclops voor, die wordt gespeeld door Tim Pocock. Tye Sheridan speelt Cyclops in X-Men: Apocalypse, Deadpool 2 (cameo) en X-Men: Dark Phoenix.
Hoewel hij een belangrijk figuur en leider is in de films, wordt zijn rol overschaduwd door met name Wolverine.
Cyclops in de films
 -X-Men Origins: Wolverine-  Toen Cyclops jong was had hij altijd een rode zonnebril op. Hij kreeg daarom ook straf, omdat hij de bril niet af wilde doen. In zijn school wordt hij gekidnapt door Sabretooth voor een experiment van William Stryker. Onderweg valt zijn zonnebril af en hij maakt dan met zijn laserstralen de school kapot. Hij wordt gevangen gehouden door William Stryker op een eiland. Later bevrijdt Wolverine hem samen met andere mutanten, onder anderen Emma Frost. Daar ontsnapt hij en buiten ontmoet hij Professor X, die hem meeneemt naar zijn school. Cyclops is een van de eerste leerlingen op zijn school.
 -X-Men-  Als hij groot is, wordt Cyclops als leider gezien van de X-Men en is hij leraar op Xaviers school. Samen met Storm redt hij Wolverine, die in een gevecht was met Sabretooth. Ze brengen Wolverine naar Xaviers school. Hij heeft al lange tijd een relatie met Jean Grey en komt daardoor vaak in conflict met Wolverine. Roque wordt ontvoerd door de Brotherhood of Mutants. Samen met de X-men Wolverine, Storm en Jean Grey gaat hij haar redden. Ze verslaan daarbij weer Sabertooth, Magneto, Mystique en Toad.
 -X2-  Cyclops vergezelt Professor X naar de gevangenis van Magneto. Daar worden ze aangevallen en beiden gevangengenomen. Hij wordt door William Stryker gehersenspoeld en valt daardoor Jean aan, die hem samen met de X-Men probeerde te redden. Jean weet hem weer bij zinnen te brengen. Hij ontsnapt met de X-men, maar als de dam doorbreekt, offert Jean Grey zich op en verdwijnt in het water terwijl ze de helikopter laat opstijgen.
 -X-Men: The Last Stand-  Cyclops gaat later terug naar het meer waar Jean Grey was overleden. Daar ontmoet hij de zojuist herrezen Jean Grey, die hem vanwege haar gebrek aan controle over haar nieuwe Phoenixkrachten blijkbaar doodt. Zijn dood wordt echter niet getoond op het scherm, en Storm en Wolverine vinden later alleen zijn bril. Op het einde ziet men wel zijn graf naast dat van Professor X en Jean Grey.